# Lago Ngami
Il lago Ngami è un lago endoreico nel Botswana a nord del deserto del Kalahari. È stagionalmente riempito dal fiume Taughe, un effluente del sistema del fiume Okavango che scorre dal lato occidentale del Delta dell'Okavango. 
È uno dei resti frammentati dell'antico lago Makgadikgadi. Sebbene il lago si sia ridotto drasticamente a partire dal 1890, rimane un habitat importante per gli uccelli e la fauna selvatica, specialmente nelle annate di piena.
Il lago Ngami ebbe molti visitatori famosi durante il XIX e il XX secolo. Nel 1849, David Livingstone lo descrisse come un "lago luccicante, lungo circa 80 miglia (130 km) e largo 20 (30 km)". Livingstone ha anche preso alcune note culturali sulle persone che vivevano in questa zona; notò che avevano una storia simile a quella della Torre di Babele, tranne per il fatto che le teste dei costruttori erano "spezzate dalla caduta dell'impalcatura" (Viaggi missionari, cap. 26). Charles John Andersson (che pubblicò il Lago Ngami; o, Esplorazioni e scoperte durante quattro anni di vagabondaggi nelle terre selvagge dell'Africa sudoccidentale nel 1856) e Frederick Thomas Green visitarono la zona all'inizio del 1850. Frederick Lugard condusse una spedizione britannica sul lago nel 1896. Arnold Weinholt Hodson attraversò l'area nel suo viaggio da Serowe alle Cascate Vittoria nel 1906. 
Il lago dà nome alla Ngami Lacuna, un lago di metano su Titano, la principale luna di Saturno.

## Galleria d'immagini

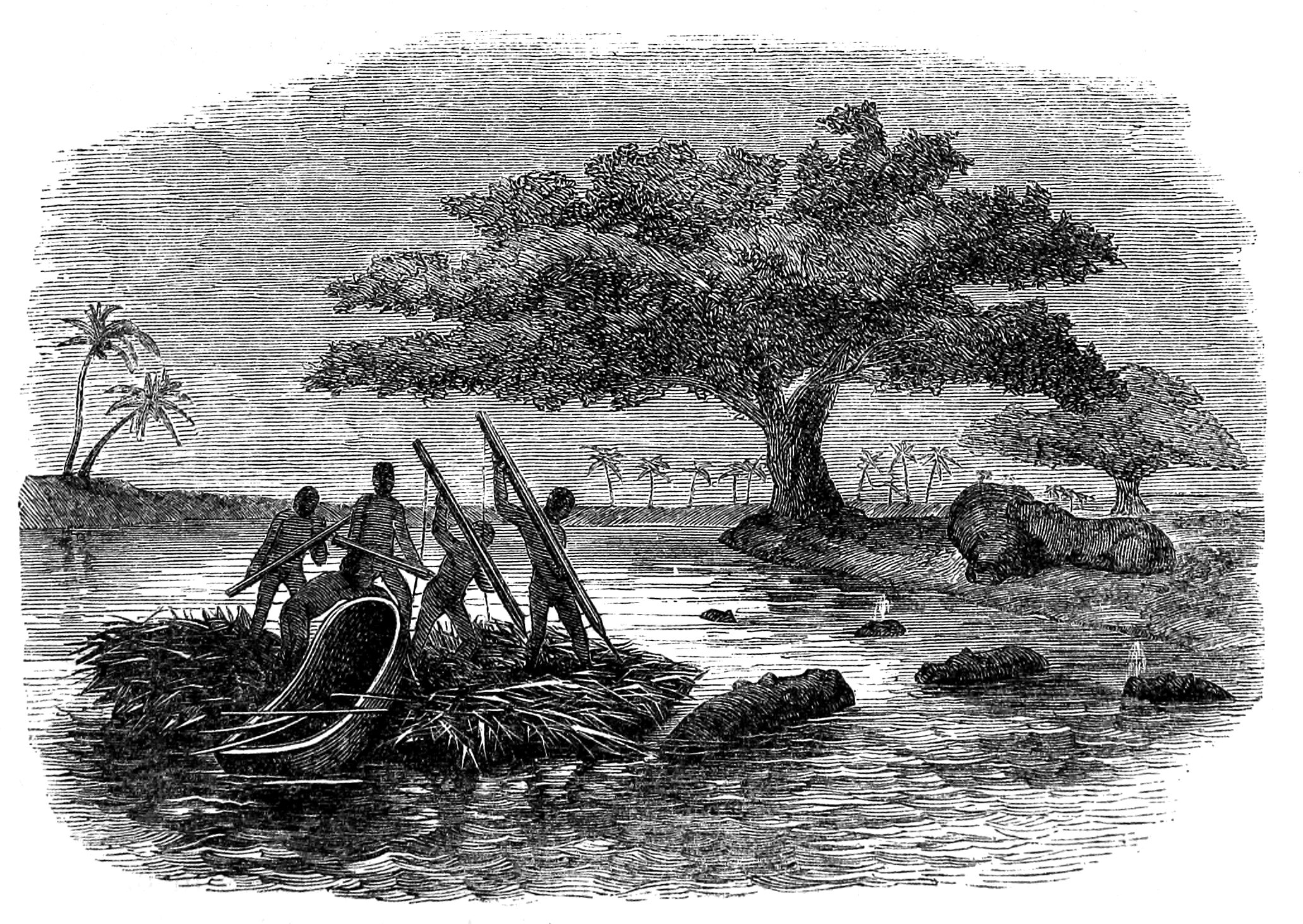
Il lago Ngami in illustrazioni dell'Ottocento
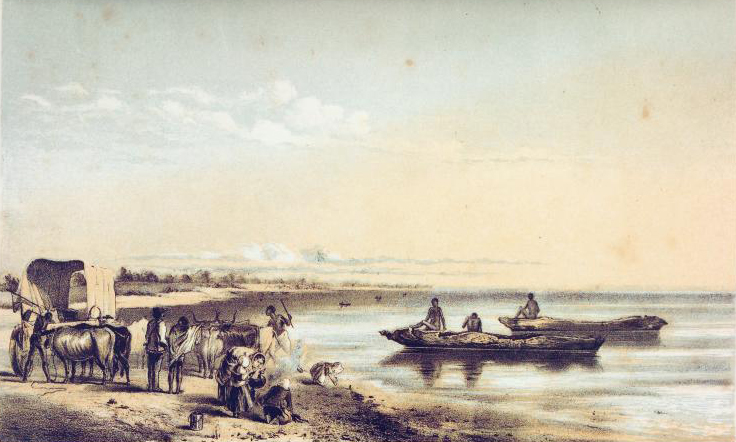
Lago Ngami: scoperto da Oswell, Murray e Livingstone. Da un'illustrazione realizzata nel 1850, da Alfred Ryder, Esq.